# كليمنت كالهون يونغ
كليمنت كالهون يونغ (بالإنجليزية Clement Calhoun Young) كان سياسيا أمريكيا ينتمي إلى الحزب الجمهوري ولد كليمنت كالهون يونغ في 28 نيسان - ابريل من سنة 1869 في ولاية نيوهامشير. كان كليمنت كالهون يونغ نائب حاكم على ولاية كاليفورنيا ما بين عامي 1919 إلى عام 1927. حيث شغل بعدها منصب حاكم على ولاية كاليفورنيا من عام 1927 إلى عام 1931 توفي كليمنت كالهون يونغ في 24 كانون الاول - ديسمبر من سنة 1947 في ولاية كاليفورنيا.

## روابط خارجية
- كليمنت كالهون يونغ على موقع IMDb (الإنجليزية)
- كليمنت كالهون يونغ على موقع إن إن دي بي (الإنجليزية)